# Jeholosauridae
De Jeholosauridae zijn een groep plantenetende dinosauriërs behorend tot de Euornithopoda.
In 2012 kwamen Han Feng-Lu, Paul M. Barrett, Richard J. Butler en Xu Xing tot de conclusie dat Jeholosaurus samen met enkele Aziatische verwanten een eigen tak of klade vormde. Zij benoemden die expliciet als een familie.
De kladedefinitie is: alle Ornithischia die nauwer verwant zijn aan Jeholosaurus shangyuanensis Xu, Wang, and You, 2000, dan aan Hypsilophodon foxii Huxley, 1869, Iguanodon bernissartensis Boulenger in Beneden, 1881, Protoceratops andrewsi Granger & Gregory, 1923, Pachycephalosaurus wyomingensis (Gilmore,
1931), of Thescelosaurus neglectus Gilmore, 1913.
Het typegenus van de familie is Jeholosaurus.
De andere verwanten zijn Haya en Changchunsaurus. Het gaat bij de Jeholosauridae om kleine tweevoetige planteneters uit het Krijt van Azië.